# Мутімир
Мутімир (*Мутимир, д/н —бл. 891) — жупан (князь) Рашки (Сербії) у 860—891 роках.

## Життєпис
Походив з династії Властимировичів. Старший син Властимир, жупана Рашки. Після смерті батька Мутімір розділив владу з молодшими братами Строймиром і Гойніком.
Разом з братами у 863 або 864 році відбив напад болгар під проводом хана Бориса. Серби полонили ханського сина Володимира з 20 болгарськими боярами. За цим Мутімир з братами замирився з болгарським ханом. Після укладення миру відбувся, згідно звичаям, обмін дарами (серби отримали 2 соколів, 80 хутряних шкур, 2 ловчі собаки) і звільнення бранців, яких проводили до міста Рас, де проходив східний кордон Сербії.
За час панування братів почалася християнізація сербів. Мутімир звернувся до візантійського імператора Василя I Македонянина по допомогу з християнізації Рашки. Водночас визнав номінальну зверхність Візантії. При цьому намагався підтримувати гарні стосунки з північними сусідами — паннонськими хорватами і князівством Паннонія.
У 866 році разом з візантійцями виступив проти Паганії, а також боронили далматинське узбережжя від нападу арабів. У 870 році серби разом з хорватами, дуклянами і неретвянами брали участь в поході франкського імператора Людовика II і візантійського імператора Василя I проти арабів, які захопили значну частину Південної Італії. У 873 році отримав листа від папи римського Івана VIII з пропозицією визнати належність до Сірміумської єпархії (належала до Римського єписокпа).
Спільне правління братів закінчилося боротьбою за владу (880-ті роки), з якої переможцем вийшов Мутімир. Стоймир й Гойнік втекли до Болгарії. З цього часу Мутімир панував над Рашкою до самої смерті у 890 або 891 році. Владу успадкував його син Прибіслав.

## Родина
- Прибіслав (867-після 892), жупан рашки у 891—892 роках
- Бран (д/н-894)
- Стефан